# Shahrestān-e Namīn
Shahrestān-e Namīn (persiska: شهرستان نمين, نمين) är en delprovins (shahrestan) i Iran.   Den ligger i provinsen Ardabil, i den nordvästra delen av landet, 400 km nordväst om huvudstaden Teheran.
Delprovinsen hade 60 659 invånare 2016.